# Dvojiško drevo
Dvojíško ali binárno drevó je v računalništvu drevesna podatkovna struktura, kjer ima vsako vozlišče največ dva otroka. Po navadi se otroka imenujeta levi in desni sin. Zgled obče uporabe dvojiških dreves so dvojiška iskalna drevesa in dvojiška kopica. V vsakdanjem življenju se lahko z dvojiškim drevesom predstavi rodoslovne podatke, prednike izbrane osebe.
V teoriji grafov je dvojiško drevo definirano kot povezani neciklični graf, kjer stopnja nobene točke (vozlišča) ne presega 3.